# Yakuba Ouattara
Billy Yakuba Ouattara (Tepa, 24 gennaio 1992) è un cestista burkinabé con cittadinanza francese, è nato in Ghana da genitori originari del Burkina Faso ed è poi immigrato da giovanissimo con la sua famiglia in Francia.

## Carriera

### Club
Dopo aver esordito in Pro A nella stagione 2012-13 con l'Élan Sportif Chalonnais, firmò il suo primo contratto professionista con la stessa squadra per la stagione successiva, in cui trovò anche le prime esperienze internazionali in Eurocup. Non essendo stato scelto al Draft NBA 2014, il 7 luglio 2014 firma per il Denain in Pro B, trovando più continuità (9,15 punti in 41 partite giocate). L'anno successivo, dal 24 giugno, tornò a giocare nella massima serie francese con il Monaco, viaggiando a 12,39 punti a partita e vincendo la Leaders Cup. La stagione successiva giocò nuovamente a Monaco, dove esordì in Basketball Champions League e bissò la vittoria in Leaders Cup.
Il 21 luglio 2017 venne annunciato il suo approdo nella NBA tramite un two-way contract con i Brooklyn Nets. Tuttavia non riuscì a esordire in NBA, e giocò solo 1 partita in G-League con i Long Island Nets, venendo tagliato il 17 dicembre 2017. A marzo torna al Monaco, giocando una partita di campionato (12 punti) e concludendo una stagione complicata dagli infortuni.
Il 15 luglio 2018 viene annunciato il rinnovo del suo contratto al Monaco.

### Nazionale
Nel 2015 partecipa con la nazionale francese all'Universiade. L'estate dopo viene selezionato per il Torneo preolimpico, senza tuttavia scendere in campo.

## Statistiche

### Eurolega
| Anno      | Squadra  | PG | PT | MP   | TC%  | 3P%  | TL%  | RP  | AP  | PRP | SP  | PP  |
| --------- | -------- | -- | -- | ---- | ---- | ---- | ---- | --- | --- | --- | --- | --- |
| 2021-2022 | Monaco   | 30 | 21 | 14,2 | 50,0 | 50,0 | 72,7 | 1,9 | 0,3 | 0,3 | 0,0 | 4,1 |
| 2022-2023 | Monaco   | 35 | 15 | 11,2 | 46,0 | 35,4 | 50,0 | 1,0 | 0,3 | 0,4 | 0,0 | 3,7 |
| 2023-2024 | Monaco   | 26 | 20 | 11,9 | 51,3 | 47,9 | 71,4 | 1,5 | 0,1 | 0,2 | 0,0 | 4,2 |
| Carriera  | Carriera | 91 | 56 | 12,4 | 48,8 | 43,4 | 65,4 | 1,4 | 0,2 | 0,3 | 0,0 | 4,0 |

## Palmarès

### Squadra
- Campionato francese: 2

Monaco: 2022-2023, 2023-2024
- Coppa di Francia: 2

Monaco: 2022-2023
Paris: 2024-2025
- Leaders Cup: 3

Élan Chalon: 2012
Monaco: 2016, 2017

### Individuale
- All-Star Game francese: 1

2017